# 世界を白くぬれ!
「世界を白くぬれ!」（せかいをしろくぬれ）は2005年1月29日より福井県スキージャム勝山で限定販売された斉藤和義の27作目のシングル。

## 収録曲
全曲　作詞・作曲・編曲：斉藤和義
1. 世界を白くぬれ!
2. JAM 愛のソリーナ